# Ali Saibou
Ali Saïbou, né le 17 juin 1940 à Dingajibanda et mort le 31 octobre 2011 à Niamey, est un militaire et homme d'État nigérien. Il est chef de l'État du 10 novembre 1987 au 16 avril 1993. Il est surnommé « l’homme de la décrispation ».

## Biographie
Né le 17 juin 1940 à Dingajibanda dans l'arrondissement de Ouallam en Afrique-Occidentale française, il est le cousin du général Seyni Kountché.
À la mort de Kountché le 10 novembre 1987, il est désigné par le Conseil militaire suprême pour lui succéder. Le 17 novembre, il est confirmé dans ses fonctions, qu'il exerce initialement à titre provisoire. Sa politique est très différente de celle de son prédécesseur. C'est l'« homme de la décrispation ». Il déclare l'amnistie générale des condamnés politiques, fait libérer tous les prisonniers impliqués dans la tentative de coup d'État d'octobre 1983, libère également Hamani Diori et tolère une certaine liberté d'expression.
Il fait adopter en 1989, par référendum, la Constitution de la IIe République qui le consacre comme président de la République en décembre, élu sans opposition avec 99,60 % des suffrages. La même année, il est le créateur du Mouvement national pour la société du développement (MNSD), alors parti unique.
Il fait ensuite adopter une nouvelle Constitution en 1992 et quitte le pouvoir le 16 avril de l'année suivante, après l'élection à la présidence de Mahamane Ousmane.
Il meurt le 31 octobre 2011 à Niamey.